# Acraea adaurantica
Acraea adaurantica är en fjärilsart som beskrevs av Van Someren 1936. Acraea adaurantica ingår i släktet Acraea och familjen praktfjärilar. Inga underarter finns listade i Catalogue of Life.